# 埃莉萨·梅维乌斯
埃莉萨·梅维乌斯（德語：Elisa Mevius，2004年4月23日—），德国女子篮球运动员。她曾代表德国参加2024年夏季奥林匹克运动会三人篮球比赛，联同玛丽·赖歇特、索尼娅·格赖纳赫和斯文娅·布伦克霍斯特获得一枚金牌。